# 圆翅秋海棠
圆翅秋海棠（学名：Begonia laminariae）是秋海棠科秋海棠属的植物，为中国的特有植物。分布于中国大陆的云南等地，生长于海拔1,400米至1,820米的地区，多生在石山混交林下或疏林中阴湿处，目前已由人工引种栽培。

## 别名
薄叶秋海棠（云南种子植物名录）、毛酸筒、酸汤竿（屏边）